# Наошіма (Каґава)

Наоші́ма (яп. 直島町, なおしまちょう, МФА: [naoɕima t͡ɕoː]?) — містечко в Японії, в повіті Каґава префектури Каґава. Розташоване в північній частині префектури, на островах Наошіма. Отримало статус містечка 1954 року. Площа становить 14,23 км². Станом на 1 липня 2012 року населення складало 3258  осіб, густота населення — 229 осіб/км².   В населеному пункті розташовані численні музеї сучасного мистецтва на острові Наошіма, що перетворений на велику експериментальну художню студію.